# Wellington
Wellington (/ˈwɛlɪŋtən/) (tên tiếng Māori: Te Whanga-nui-a-Tara) là thủ đô và đô thị đông dân thứ nhì của New Zealand, với 405.000 cư dân. Nó nằm ở mũi tây nam của đảo bắc, giữa eo biển Cook và dãy Rimutaka. Wellington là vùng dân cư lớn tại nam đảo Bắc và là trung tâm hành chính của vùng Wellington. Do là thủ đô quốc gia, trụ sở Nghị viện, Tòa án Tối cao và nhiều tổ chức quốc gia được đặt tại đây.
Đô thị Wellington gồm bốn thành phố: Thành phố Wellington, nằm trên bán đảo giữa eo biển Cook và cảng Wellington, chiếm một nữa dân số; Porirua nằm cạnh cảng Porirua ở phía bắc đảng chú ý vì những cộng đồng người Māori và người đảo Thái Bình Dương lớn; Hạ Hutt và Thượng Hutt là những vùng ngoại ô nằm ở phía đông bắc, được gọi chung là Thung lũng Hutt.
Dù nhỏ hơn Auckland, Wellington thường được xem là thủ đô văn hóa New Zealand. Nơi đây có Kho văn kiện quốc gia, Bảo tàng Nghệ thuật quốc gia, Thư viện quốc gia, Bảo tàng New Zealand Te Papa Tongarewa, nhiều rạp chiếu và hai đại học. Wellington có nhiều kiến trúc nổi bật, như Tòa nhà chính phủ cũ - một trong những tòa nhà gỗ lớn nhất thế giới - cũng như tòa Beehive. Văn hóa cà phê Wellington được thế giới biết tới, với một số lượng lớn tiệm cà phê ở khắp nơi. Đây cũng là trung tâm của nền công nghiệp điện ảnh và hiệu ứng tại New Zealand, và cũng dần trở thành một tụ điểm của nền công nghệ thông tin.

## Khí hậu
| Dữ liệu khí hậu của Kelburn, Wellington (1928–2015, độ âm từ 1961–2015) | Dữ liệu khí hậu của Kelburn, Wellington (1928–2015, độ âm từ 1961–2015) | Dữ liệu khí hậu của Kelburn, Wellington (1928–2015, độ âm từ 1961–2015) | Dữ liệu khí hậu của Kelburn, Wellington (1928–2015, độ âm từ 1961–2015) | Dữ liệu khí hậu của Kelburn, Wellington (1928–2015, độ âm từ 1961–2015) | Dữ liệu khí hậu của Kelburn, Wellington (1928–2015, độ âm từ 1961–2015) | Dữ liệu khí hậu của Kelburn, Wellington (1928–2015, độ âm từ 1961–2015) | Dữ liệu khí hậu của Kelburn, Wellington (1928–2015, độ âm từ 1961–2015) | Dữ liệu khí hậu của Kelburn, Wellington (1928–2015, độ âm từ 1961–2015) | Dữ liệu khí hậu của Kelburn, Wellington (1928–2015, độ âm từ 1961–2015) | Dữ liệu khí hậu của Kelburn, Wellington (1928–2015, độ âm từ 1961–2015) | Dữ liệu khí hậu của Kelburn, Wellington (1928–2015, độ âm từ 1961–2015) | Dữ liệu khí hậu của Kelburn, Wellington (1928–2015, độ âm từ 1961–2015) | Dữ liệu khí hậu của Kelburn, Wellington (1928–2015, độ âm từ 1961–2015) |
| Tháng                                                                   | 1                                                                       | 2                                                                       | 3                                                                       | 4                                                                       | 5                                                                       | 6                                                                       | 7                                                                       | 8                                                                       | 9                                                                       | 10                                                                      | 11                                                                      | 12                                                                      | Năm                                                                     |
| ----------------------------------------------------------------------- | ----------------------------------------------------------------------- | ----------------------------------------------------------------------- | ----------------------------------------------------------------------- | ----------------------------------------------------------------------- | ----------------------------------------------------------------------- | ----------------------------------------------------------------------- | ----------------------------------------------------------------------- | ----------------------------------------------------------------------- | ----------------------------------------------------------------------- | ----------------------------------------------------------------------- | ----------------------------------------------------------------------- | ----------------------------------------------------------------------- | ----------------------------------------------------------------------- |
| Cao kỉ lục °C (°F)                                                      | 30.1 (86.2)                                                             | 30.1 (86.2)                                                             | 28.3 (82.9)                                                             | 27.3 (81.1)                                                             | 22.0 (71.6)                                                             | 18.3 (64.9)                                                             | 17.6 (63.7)                                                             | 19.3 (66.7)                                                             | 21.9 (71.4)                                                             | 25.1 (77.2)                                                             | 26.9 (80.4)                                                             | 29.1 (84.4)                                                             | 30.1 (86.2)                                                             |
| Trung bình ngày tối đa °C (°F)                                          | 20.1 (68.2)                                                             | 20.3 (68.5)                                                             | 19.0 (66.2)                                                             | 16.6 (61.9)                                                             | 14.0 (57.2)                                                             | 11.9 (53.4)                                                             | 11.1 (52.0)                                                             | 11.9 (53.4)                                                             | 13.4 (56.1)                                                             | 15.0 (59.0)                                                             | 16.7 (62.1)                                                             | 18.6 (65.5)                                                             | 15.7 (60.3)                                                             |
| Trung bình ngày °C (°F)                                                 | 16.6 (61.9)                                                             | 16.8 (62.2)                                                             | 15.7 (60.3)                                                             | 13.6 (56.5)                                                             | 11.3 (52.3)                                                             | 9.3 (48.7)                                                              | 8.5 (47.3)                                                              | 9.1 (48.4)                                                              | 10.5 (50.9)                                                             | 11.9 (53.4)                                                             | 13.4 (56.1)                                                             | 15.3 (59.5)                                                             | 12.7 (54.9)                                                             |
| Tối thiểu trung bình ngày °C (°F)                                       | 13.1 (55.6)                                                             | 13.3 (55.9)                                                             | 12.4 (54.3)                                                             | 10.7 (51.3)                                                             | 8.6 (47.5)                                                              | 6.7 (44.1)                                                              | 5.9 (42.6)                                                              | 6.4 (43.5)                                                              | 7.5 (45.5)                                                              | 8.8 (47.8)                                                              | 10.1 (50.2)                                                             | 12.0 (53.6)                                                             | 9.6 (49.3)                                                              |
| Thấp kỉ lục °C (°F)                                                     | 4.1 (39.4)                                                              | 5.2 (41.4)                                                              | 4.6 (40.3)                                                              | 2.6 (36.7)                                                              | 1.0 (33.8)                                                              | −0.1 (31.8)                                                             | 0.0 (32.0)                                                              | −0.1 (31.8)                                                             | 0.2 (32.4)                                                              | 1.2 (34.2)                                                              | 1.7 (35.1)                                                              | 3.4 (38.1)                                                              | −0.1 (31.8)                                                             |
| Lượng mưa trung bình mm (inches)                                        | 77.8 (3.06)                                                             | 76.9 (3.03)                                                             | 86.1 (3.39)                                                             | 98.2 (3.87)                                                             | 120.3 (4.74)                                                            | 131.2 (5.17)                                                            | 136.4 (5.37)                                                            | 124.5 (4.90)                                                            | 99.6 (3.92)                                                             | 110.7 (4.36)                                                            | 88.4 (3.48)                                                             | 93.5 (3.68)                                                             | 1.243,6 (48.96)                                                         |
| Số ngày mưa trung bình (≥ 1.0 mm)                                       | 7.2                                                                     | 7.0                                                                     | 8.3                                                                     | 9.4                                                                     | 11.6                                                                    | 13.3                                                                    | 13.3                                                                    | 13.0                                                                    | 11.0                                                                    | 11.5                                                                    | 9.4                                                                     | 9.0                                                                     | 124.0                                                                   |
| Độ ẩm tương đối trung bình (%) (at 9am)                                 | 79.5                                                                    | 81.6                                                                    | 82.2                                                                    | 82.8                                                                    | 84.6                                                                    | 85.9                                                                    | 86.1                                                                    | 84.6                                                                    | 80.6                                                                    | 80.4                                                                    | 78.9                                                                    | 79.7                                                                    | 82.2                                                                    |
| Số giờ nắng trung bình tháng                                            | 240.3                                                                   | 205.0                                                                   | 194.7                                                                   | 153.8                                                                   | 126.0                                                                   | 102.3                                                                   | 111.4                                                                   | 137.2                                                                   | 163.2                                                                   | 191.1                                                                   | 210.8                                                                   | 222.9                                                                   | 2.058,7                                                                 |
| Nguồn: CliFlo                                                           |                                                                         |                                                                         |                                                                         |                                                                         |                                                                         |                                                                         |                                                                         |                                                                         |                                                                         |                                                                         |                                                                         |                                                                         |                                                                         |

| Dữ liệu khí hậu của Sân bay quốc tế Wellington (1960–2015, nhiệt độ 1962–2015) | Dữ liệu khí hậu của Sân bay quốc tế Wellington (1960–2015, nhiệt độ 1962–2015) | Dữ liệu khí hậu của Sân bay quốc tế Wellington (1960–2015, nhiệt độ 1962–2015) | Dữ liệu khí hậu của Sân bay quốc tế Wellington (1960–2015, nhiệt độ 1962–2015) | Dữ liệu khí hậu của Sân bay quốc tế Wellington (1960–2015, nhiệt độ 1962–2015) | Dữ liệu khí hậu của Sân bay quốc tế Wellington (1960–2015, nhiệt độ 1962–2015) | Dữ liệu khí hậu của Sân bay quốc tế Wellington (1960–2015, nhiệt độ 1962–2015) | Dữ liệu khí hậu của Sân bay quốc tế Wellington (1960–2015, nhiệt độ 1962–2015) | Dữ liệu khí hậu của Sân bay quốc tế Wellington (1960–2015, nhiệt độ 1962–2015) | Dữ liệu khí hậu của Sân bay quốc tế Wellington (1960–2015, nhiệt độ 1962–2015) | Dữ liệu khí hậu của Sân bay quốc tế Wellington (1960–2015, nhiệt độ 1962–2015) | Dữ liệu khí hậu của Sân bay quốc tế Wellington (1960–2015, nhiệt độ 1962–2015) | Dữ liệu khí hậu của Sân bay quốc tế Wellington (1960–2015, nhiệt độ 1962–2015) | Dữ liệu khí hậu của Sân bay quốc tế Wellington (1960–2015, nhiệt độ 1962–2015) |
| Tháng                                                                          | 1                                                                              | 2                                                                              | 3                                                                              | 4                                                                              | 5                                                                              | 6                                                                              | 7                                                                              | 8                                                                              | 9                                                                              | 10                                                                             | 11                                                                             | 12                                                                             | Năm                                                                            |
| ------------------------------------------------------------------------------ | ------------------------------------------------------------------------------ | ------------------------------------------------------------------------------ | ------------------------------------------------------------------------------ | ------------------------------------------------------------------------------ | ------------------------------------------------------------------------------ | ------------------------------------------------------------------------------ | ------------------------------------------------------------------------------ | ------------------------------------------------------------------------------ | ------------------------------------------------------------------------------ | ------------------------------------------------------------------------------ | ------------------------------------------------------------------------------ | ------------------------------------------------------------------------------ | ------------------------------------------------------------------------------ |
| Cao kỉ lục °C (°F)                                                             | 29.4 (84.9)                                                                    | 30.6 (87.1)                                                                    | 28.3 (82.9)                                                                    | 25.2 (77.4)                                                                    | 22.0 (71.6)                                                                    | 19.2 (66.6)                                                                    | 18.8 (65.8)                                                                    | 18.3 (64.9)                                                                    | 22.6 (72.7)                                                                    | 23.9 (75.0)                                                                    | 26.8 (80.2)                                                                    | 29.6 (85.3)                                                                    | 30.6 (87.1)                                                                    |
| Trung bình ngày tối đa °C (°F)                                                 | 21.1 (70.0)                                                                    | 21.1 (70.0)                                                                    | 19.7 (67.5)                                                                    | 17.3 (63.1)                                                                    | 15.0 (59.0)                                                                    | 13.0 (55.4)                                                                    | 12.2 (54.0)                                                                    | 12.8 (55.0)                                                                    | 14.3 (57.7)                                                                    | 15.8 (60.4)                                                                    | 17.6 (63.7)                                                                    | 19.6 (67.3)                                                                    | 16.6 (61.9)                                                                    |
| Trung bình ngày °C (°F)                                                        | 17.7 (63.9)                                                                    | 17.8 (64.0)                                                                    | 16.6 (61.9)                                                                    | 14.4 (57.9)                                                                    | 12.3 (54.1)                                                                    | 10.3 (50.5)                                                                    | 9.4 (48.9)                                                                     | 10.0 (50.0)                                                                    | 11.4 (52.5)                                                                    | 12.8 (55.0)                                                                    | 14.5 (58.1)                                                                    | 16.4 (61.5)                                                                    | 13.6 (56.5)                                                                    |
| Tối thiểu trung bình ngày °C (°F)                                              | 14.4 (57.9)                                                                    | 14.5 (58.1)                                                                    | 13.5 (56.3)                                                                    | 11.5 (52.7)                                                                    | 9.5 (49.1)                                                                     | 7.6 (45.7)                                                                     | 6.6 (43.9)                                                                     | 7.2 (45.0)                                                                     | 8.6 (47.5)                                                                     | 9.8 (49.6)                                                                     | 11.3 (52.3)                                                                    | 13.3 (55.9)                                                                    | 10.7 (51.3)                                                                    |
| Thấp kỉ lục °C (°F)                                                            | 4.3 (39.7)                                                                     | 4.5 (40.1)                                                                     | 4.3 (39.7)                                                                     | 2.3 (36.1)                                                                     | 0.6 (33.1)                                                                     | −0.6 (30.9)                                                                    | −1.1 (30.0)                                                                    | −0.2 (31.6)                                                                    | −1.0 (30.2)                                                                    | 1.2 (34.2)                                                                     | 2.1 (35.8)                                                                     | 3.8 (38.8)                                                                     | −1.1 (30.0)                                                                    |
| Lượng mưa trung bình mm (inches)                                               | 63.9 (2.52)                                                                    | 54.5 (2.15)                                                                    | 71.4 (2.81)                                                                    | 79.1 (3.11)                                                                    | 92.7 (3.65)                                                                    | 108.2 (4.26)                                                                   | 111.4 (4.39)                                                                   | 102.6 (4.04)                                                                   | 81.0 (3.19)                                                                    | 87.0 (3.43)                                                                    | 70.9 (2.79)                                                                    | 71.1 (2.80)                                                                    | 993.8 (39.13)                                                                  |
| Số ngày mưa trung bình (≥ 1.0 mm)                                              | 6.5                                                                            | 6.3                                                                            | 7.7                                                                            | 8.2                                                                            | 10.0                                                                           | 12.4                                                                           | 12.1                                                                           | 12.4                                                                           | 10.6                                                                           | 10.4                                                                           | 8.5                                                                            | 8.2                                                                            | 113.3                                                                          |
| Độ ẩm tương đối trung bình (%) (at 9am)                                        | 75.0                                                                           | 76.8                                                                           | 77.5                                                                           | 78.1                                                                           | 80.0                                                                           | 81.6                                                                           | 81.3                                                                           | 80.1                                                                           | 76.5                                                                           | 75.3                                                                           | 73.5                                                                           | 74.9                                                                           | 77.6                                                                           |
| Nguồn: CliFlo                                                                  |                                                                                |                                                                                |                                                                                |                                                                                |                                                                                |                                                                                |                                                                                |                                                                                |                                                                                |                                                                                |                                                                                |                                                                                |                                                                                |

## Thành phố kết nghĩa
Wellington kết nghĩa với:
- Sydney, Úc (1983)
- Hạ Môn, Trung Quốc (1987)
- Hà Nội, Việt Nam (1993)
- Sakai, Nhật Bản (1994)
- Bắc Kinh, Trung Quốc (2006)
- Canberra, Úc (2016)

Trong lịch sử, thành phố cũng có quan hệ với Chania (Hy Lạp), Harrogate (Anh) và Çanakkale (Thổ Nhĩ Kỳ).